# Stormyrtjärnen (Torps socken, Medelpad, 694514-152525)
Stormyrtjärnen är en sjö i Ånge kommun i Medelpad och ingår i Ljungans huvudavrinningsområde. Sjöns area är 0,03 kvadratkilometer och den befinner sig 392 meter över havet.